# 新成 (石巻市)
新成（しんせい）は、宮城県石巻市にある町名。現行行政地名は新成一丁目から新成三丁目。住居表示未実施。

## 地理
石巻市の中心街から中東部に位置し、主に住宅地が多い。

## 歴史
- 2011年（平成23年）2月5日 - 渡波北部土地区画整理事業に伴い、渡波字旭ヶ浦・渡波字不動下・流留字原・流留字新堤下・流留字垂水の各一部を分離し、新成一丁目から新成三丁目を設置[4]。

## 世帯数と人口
2018年（平成30年）9月30日現在の世帯数と人口は以下の通りである。
| 丁目       | 世帯数  | 人口    |
| ---------- | ------- | ------- |
| 新成一丁目 | 177世帯 | 529人   |
| 新成二丁目 | 92世帯  | 265人   |
| 新成三丁目 | 70世帯  | 217人   |
| 計         | 339世帯 | 1,011人 |

## 小・中学校の学区
市立小・中学校に通う場合、学区は以下の通りとなる。
| 丁目       | 番・番地等 | 小学校             | 中学校             |
| ---------- | ---------- | ------------------ | ------------------ |
| 新成一丁目 | 全域       | 石巻市立渡波小学校 | 石巻市立渡波中学校 |
| 新成二丁目 | 全域       | 石巻市立渡波小学校 | 石巻市立渡波中学校 |
| 新成三丁目 | 全域       | 石巻市立渡波小学校 | 石巻市立渡波中学校 |

## 施設
- 仮設渡波北部第1団地
- 仮設渡波北部第2団地
- 仮設渡波北部第3団地
- 仮設渡波北部第5団地